# Петкельярви (национальный парк)
Петкельярви (фин. Petkeljärven) — национальный парк на юго-востоке Финляндии, в провинции Северная Карелия, недалеко от финско-российской границы. Основан в 1956 году. Площадь парка составляет около 6 кв км.
На территории Петкельярви сохранились фортификационные сооружения времён Второй мировой войны. Среди растительности здесь преобладают сосны.
Парк относится к Северо-Карельскому биосферному заповеднику ЮНЕСКО.